# پیوه دی کوریانو
پیوه دی کوریانو (به ایتالیایی: Pieve di Coriano) یک کومونه در ایتالیا است که در استان منتووا واقع شده‌است. پیوه دی کوریانو ۱۲٫۶ کیلومتر مربع مساحت و ۹۱۰ نفر جمعیت دارد.